# Riedikon
Riedikon är en ort i kommunen Uster i kantonen Zürich i Schweiz. Den ligger vid Greifensee, cirka 13,5 kilometer sydost om centrala Zürich. Orten har 796 invånare (2021).